# Deckbuilding

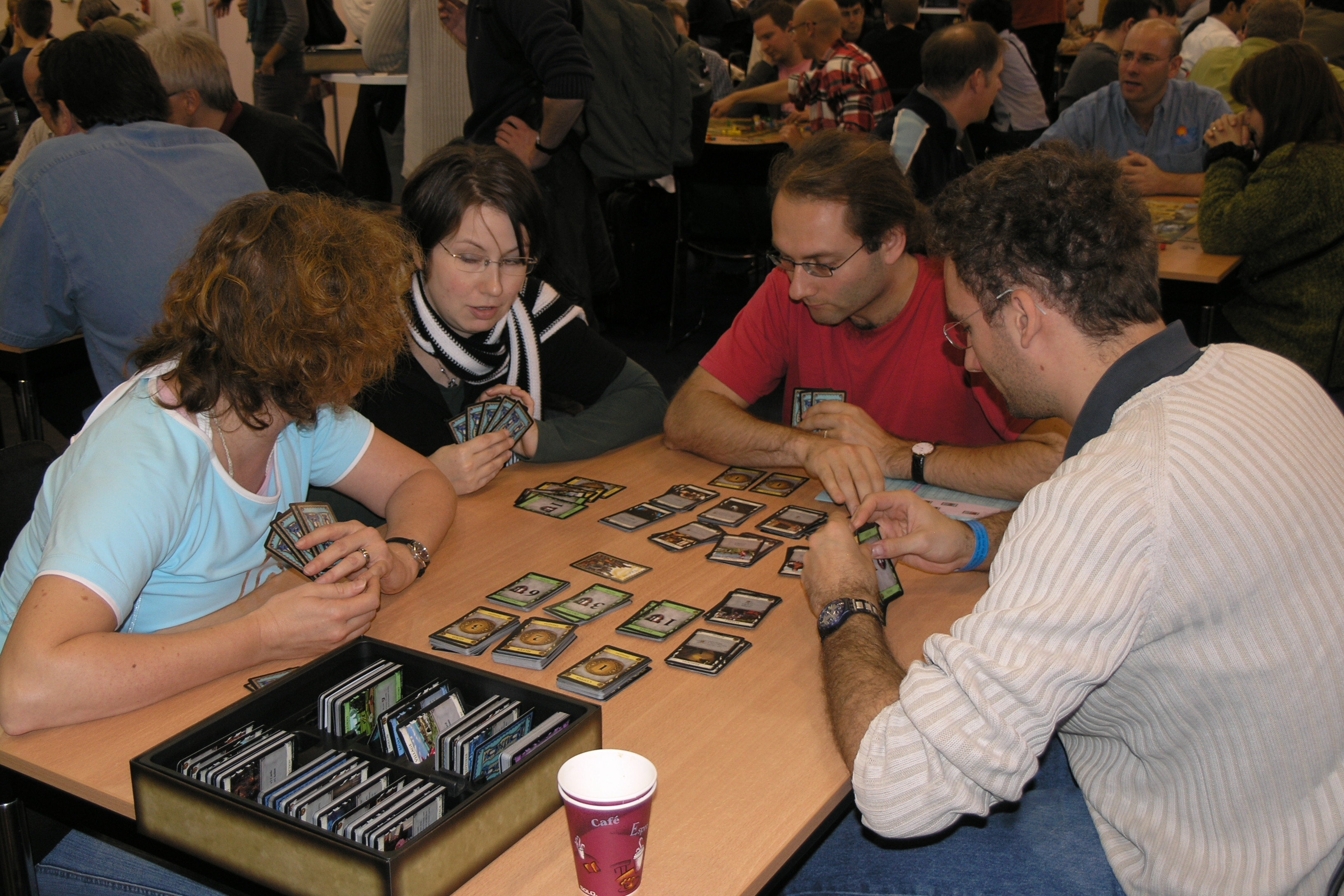
Een groep Dominion-spelers.

Deckbuilding is een soort kaartspel of bordspel waarbij spelers hun deck (stapel met speelkaarten) tijdens het spel samenstellen of bouwen. Dominion wordt beschouwd als het belangrijkste deckbuilding-kaartspel, dat het genre populair heeft gemaakt.
Deckbuildingspellen lijken op ruilkaartspellen, waarin elke speler zijn eigen deck heeft. Het verschilt in dat kaarten niet willekeurig worden verkocht en dat het deck wordt samengesteld tijdens het spel, niet vooraf.

## Gameplay
In de meeste deckbuildingspellen begint de speler met een kleine set kaarten. Elke beurt trekt de speler een of meerdere kaarten uit zijn deck om te spelen. Hij kan nieuwe kaarten kopen, om zo een beter deck te krijgen met bijvoorbeeld speciale kaarten, die een betere strategie in het spel geven.
Wanneer de speler geen kaarten meer heeft om te trekken, wordt het deck geschud en opnieuw gestart met het spel.
Doordat er vooraf geen deck kan worden gebouwd, moet de speler dit tijdens het spel uitvoeren. Afhankelijk van het soort zijn er spellen die competitief of in samenwerkingsverband zijn.

### Computerspellen
Vanaf 2017 verschenen er ook computerspellen op de markt waarin deckbuilding een onderdeel van de gameplay is. Spellen waarin het deckbuilding elke keer opnieuw wordt samengesteld heten roguelike deck-building games. In dit subgenre van deckbuildingspellen moet de speler zijn deck tijdens het spel bouwen met willekeurig getrokken kaarten na het voltooien van bepaalde missies. Het bekendste spel in dit subgenre werd Slay the Spire uit 2017.

## Bekende spellen
- Aeon's End
- Arcmage
- Ascension: Chronicle of the Godslayer
- Balatro
- DC Comics Deck-building Game
- Dominion
- Dune: Imperium
- Forever Evil
- Kingdom Hearts: Chain of Memories
- Legendary
- Metal Gear Acid
- StarCraft: The Board Game
- The Lord of the Rings Deck-Building Game
- Thunderstone